# Loumana
Loumana ist sowohl eine Gemeinde (französisch commune rurale) als auch ein dasselbe Gebiet umfassendes Departement im westafrikanischen Staat Burkina Faso, in der Region Cascades und der Provinz Léraba. Die Gemeinde hat in 19 Dörfern 23.955 Einwohner.